# Bill Hybels

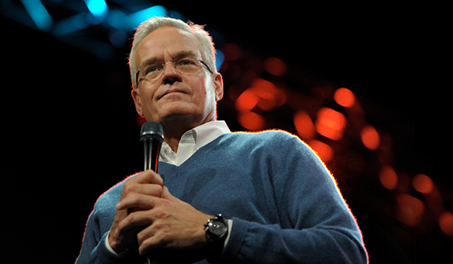
Bill Hybels

William Hybels (* 12. Dezember 1951 in Kalamazoo, US-Bundesstaat Michigan) war nach 1975 Gründer und bis 2018 leitender Pastor der Willow Creek Community Church, einer Megachurch mit über 24.000 Besuchern in South Barrington, einem Vorort von Chicago.

## Leben
Hybels wuchs als Sohn des holländischstämmigen Gemüsegroßhändlers Harold Hybels im ländlichen Michigan auf. Sein Vater förderte ihn, indem er ihm schon als Kind viel zutraute und auch eigenverantwortliches Handeln forderte. In einem Awana-Jugendcamp fand er zu einem persönlichen christlichen Glauben und fällte später den Entschluss, das elterliche Unternehmen nicht zu übernehmen. Stattdessen studierte er an der Trinity Evangelical Divinity School Theologie und schloss 1975 mit einem Bachelor ab. Am stärksten wurde er dort vom Gastlehrer und Neutestamentler Gilbert Bilezikian beeinflusst. Dieser lehrte insbesondere über die christliche Urgemeinde, wie sie in der Apostelgeschichte überliefert wurde, und wie eine gegenwärtige Umsetzung aussehen könnte.
Hybels arbeitete zunächst als Jugendpastor in der South Park Church in Park Ridge (Illinois). Dort reifte sein Entschluss, in den nordwestlichen Außenbezirken von Chicago eine eigene Kirchengemeinde in South Barrington zu gründen. Dazu führte er eine Haustürbefragung durch, um zu erfahren, aus welchen Gründen die Menschen die Kirche am Ort nicht besuchten. Mit dem Ergebnis seiner Umfrage gestaltete er dann eine neue Gemeindeform mit dem Ziel, die Einwände der Menschen zu überwinden. Seine Gemeinde wuchs von einem Jugendkreis zu einem Gottesdienstbesuch von über 24.000 Teilnehmern und gehört somit zu den zehn größten Kirchen in den USA.
Hybels ist der Autor zahlreicher Bücher, die in verschiedene Sprachen übersetzt worden sind. Darin behandelt er neben Glaubens- und Lebensfragen vor allem das Thema Leiterschaft in christlichen Gemeinden. Zu seinen Mentoren gehörten neben dem Gründer der Crystal Cathedral, Robert Schuller, auch sein ehemaliger Lehrer am Trinity College, Gilbert Bilezikian. Nach 1990 entdeckte ihn John C. Maxwell und ermutigte ihn, zum Thema Leitung in Kirchen zu lehren, woraus der Leadership Summit entstand.
Im Zentrum seiner Gemeindeaktivitäten stand der Gottesdienst für „Suchende“, durch den Willow Creek neben den Gemeindegliedern auch viele kirchendistanzierte Menschen erreichte. Die lokale Kirche war ihm sehr wichtig, so dass er immer wieder deren Zustand überprüfte, beispielsweise mittels Befragungen. Die Megakirche, die etwa 8.000 Sitzplätze umfasst, ist bewusst in Sektoren aufgeteilt, um persönlichen Kontakt und Beziehungen unter den Besuchern zu ermöglichen und zu verbessern. Ein angegliedertes Hilfszentrum (Carecenter) bietet praktische Unterstützung für arme und bedürftige Menschen an.
Hybels war ein international gefragter Redner. Im Rahmen der Willow-Creek-Konferenzen kam er auch regelmäßig nach Deutschland. 1992 gründete er die Willow Creek Association, ein weltweites Netzwerk von Kirchgemeinden, das mittlerweile 11.000 Gemeinden umfasst, um voneinander zu lernen und den Aufbau und die Entwicklung von Kirchgemeinden zu fördern.
Im März 2018 veröffentlichte die Chicago Tribune Berichte ehemaliger Mitarbeiterinnen und weiblicher Gemeindemitglieder, nach denen sich Hybels anzüglich verhalten oder sie sexuell belästigt habe. Daraufhin trat er am 10. April 2018 – ein halbes Jahr früher als ursprünglich geplant – von seinem Amt als Hauptpastor zurück. Als Folge eines weiteren Berichts der ehemaligen Assistentin und Sekretärin Pat Baranowski traten im August 2018 auch Hybels’ Nachfolger, die Pastorin Heather Larson, der Pastor Steve Carter sowie der gesamte Ältestenkreis (englisch: Board of Elders) von Willow Creek zurück. Sie entschuldigten sich, den betroffenen Frauen nicht geglaubt und Hybels stattdessen ungeprüft und unsensibel verteidigt zu haben. Steve Gillen, Leiter der Willow-Regionalgemeinde North Shore, wurde danach als Interimsleiter eingesetzt, um die Neuwahlen der Ältesten und die Suche eines neuen Hauptpastors zu steuern. Ebenso wurde eine unabhängige Kommission von vier Personen ernannt, um die Anschuldigungen gegen Bill Hybels zu untersuchen.
Diese Kommission übergab am 28. Februar 2019 einen Bericht an die neu eingesetzten Ältesten, worin sie die Anschuldigungen als glaubwürdig erachteten. Hybels Führungsstil sei teilweise brüsk und herablassend gewesen, er hätte Mitarbeiter eingeschüchtert. Die Ältestenkreise der Willow-Creek-Gemeinde seien seit Jahrzehnten nicht fähig gewesen, eine wirksame Aufsicht und Kontrolle über ihn auszuüben. Da Hybels nicht mehr angestellter Mitarbeiter sei, könne man gegen ihn nicht mehr Maßnahmen ergreifen und ihn disziplinarisch belangen.
Hybels ist seit Sommer 2018 nicht mehr in der Öffentlichkeit aufgetreten und hat sich auch nicht mehr zu den Vorwürfen und Vorkommnissen geäußert.

## Privates
Hybels ist seit 1974 mit Lynne verheiratet. Sie haben zwei erwachsene Kinder, Shauna und Todd, sowie zwei Enkel, Henry und Mac, und wohnen in South Barrington Hills. Seine Tochter Shauna arbeitete auch bei Willow Creek mit. Zudem ist er passionierter Segler.

## Werke (Auswahl)
Hybels hat zahlreiche Bücher geschrieben; viele davon wurden in Amerika zu Bestsellern und wurden auch in andere Sprachen übersetzt. In Deutsch sind die meisten bei Gerth Medien in Aßlar erschienen:
- Eheleben – Ehe lieben. Was Sie dafür tun können, dass ihre Ehe ein Leben lang hält, Projektion J, Wiesbaden 1996, ISBN 3-89490-220-5 (zusammen mit Ehefrau Lynne; vergriffen)
- Was Familien stark macht, R. Brockhaus, Wuppertal 2002, ISBN 3-417-11255-9
- Mutig führen – Navigationshilfen für Leiter, Gerth, Aßlar 2002, ISBN 978-3-86591-802-4
- Mehr erleben – Begeistert in der Gemeinde mitarbeiten, Die Mitarbeiter-Revolution. Gerth, Aßlar 2006, ISBN 978-3-86591-834-5
- Gemeinsam, Willow Creek Geschenkedition, Hänssler, Neuhausen 2008, ISBN 978-3-7751-4842-9
- Als Christ erfolgreich führen – Was Sie zu einer effektiven Führungskraft macht, Bibliothek für Führungskräfte. 2008, ISBN 978-3-86591-851-2
- Die Kunst des Führens – Meine Führungsprinzipien auf den Punkt gebracht, Gerth, Aßlar 2009, ISBN 978-3-86591-857-4
- Aufbruch zur Stille – Von der Lebenskunst, Zeit für das Gebet zu haben, Gerth, Aßlar 2009, ISBN 978-3-86591-861-1
- Aufbruch zum Leben – Von der Lebenskunst, Gottes Weisheit im Alltag umzusetzen, Gerth, Aßlar 2011, ISBN 978-3-86591-873-4
- Gottes leise Stimme hören – Die lebensverändernde Kraft der leisen Stimme Gottes, Gerth, Aßlar 2011, ISBN 978-3-86591-864-2
- Einfach – Zehn Schritte zu einem aufgeräumten Leben, Gerth, Aßlar 2015, ISBN 978-3-95734-064-1